# Xã Garfield, Quận Antelope, Nebraska
Xã Garfield (tiếng Anh: Garfield Township) là một xã thuộc quận Antelope, tiểu bang Nebraska, Hoa Kỳ. Năm 2010, dân số của xã này là 498 người.